# Journée des Farines
La journée des Farines est la tentative par laquelle le roi de France Henri IV tenta, dans la nuit du 20 au 21 janvier 1591, de reprendre à la Ligue catholique le contrôle de la ville de Paris.

## Circonstances historiques
Les guerres de Religion ravagent le royaume de France entre catholiques et protestants. Malgré sa victoire sur les forces de la ligue de Charles de Lorraine, duc de Mayenne, le 29 septembre 1589 lors de la bataille d'Arques, Henri IV échoue par la suite à reprendre Paris, mais prend d’assaut Vendôme. Là aussi, il veille à ce que les églises restent intactes et à ce que les habitants ne souffrent pas du passage de son armée. Grâce à cet exemple, toutes les villes entre Tours et Le Mans se rendent sans combat. Il bat à nouveau les ligueurs et les Espagnols à Ivry le 14 mars 1590, affame Paris, mais ne peut prendre la ville, qui est sous la férule de la Ligue catholique et ravitaillée par les Espagnols.
Henri IV décide alors de prendre Paris et de l'investir par la ruse.

## La tentative de pénétration
Une soixantaine de capitaines, déguisés en paysans, conduisant les uns des chevaux, les autres des charrettes chargées de farines, furent envoyés par Henri IV pour se saisir de la porte Saint-Honoré de Paris qui est une ouverture dans l'enceinte de Charles V. Le groupe ainsi déguisé était suivi par 500 cuirassiers et 200 arquebusiers et plus loin de 1 200 hommes de troupe et gardes suisses avec l'appui de deux canons. Henri IV est accompagné d'Henri d'Orléans, pair de France.
Vers trois heures du matin, à l'approche de la porte Saint-Honoré, une douzaine de capitaines accoutrés en paysans s'avancèrent avec leurs charrettes chargées de farine. Le stratagème consistait à faire ouvrir la porte pour laisser entrer le convoi de farine et ainsi permettre aux forces royales d'investir la capitale.
Mais le bruit du mouvement des troupes en si grand nombre dès la veille avait attiré l'attention et la vigilance des gardes parisiens de la Ligue catholique. La porte Saint-Honoré fut terrassée et renforcée en prévision d'un assaut des forces armées royales.
La sentinelle signifia à la douzaine de figurants soldats qu'il était impossible d'ouvrir matériellement les portes et qu'il fallait contourner l'enceinte de Charles V par les berges de la Seine et utiliser des barges pour le transport de la farine.
Les officiers revinrent informer le roi de la nouvelle. Face à cette infortune, et comprenant que les Ligueurs sont sur la défensive, Henri IV renonça à son stratagème et retira ses troupes au petit matin. Les Parisiens surnommèrent cet évènement la « journée des Farines ».